# Porcelanato

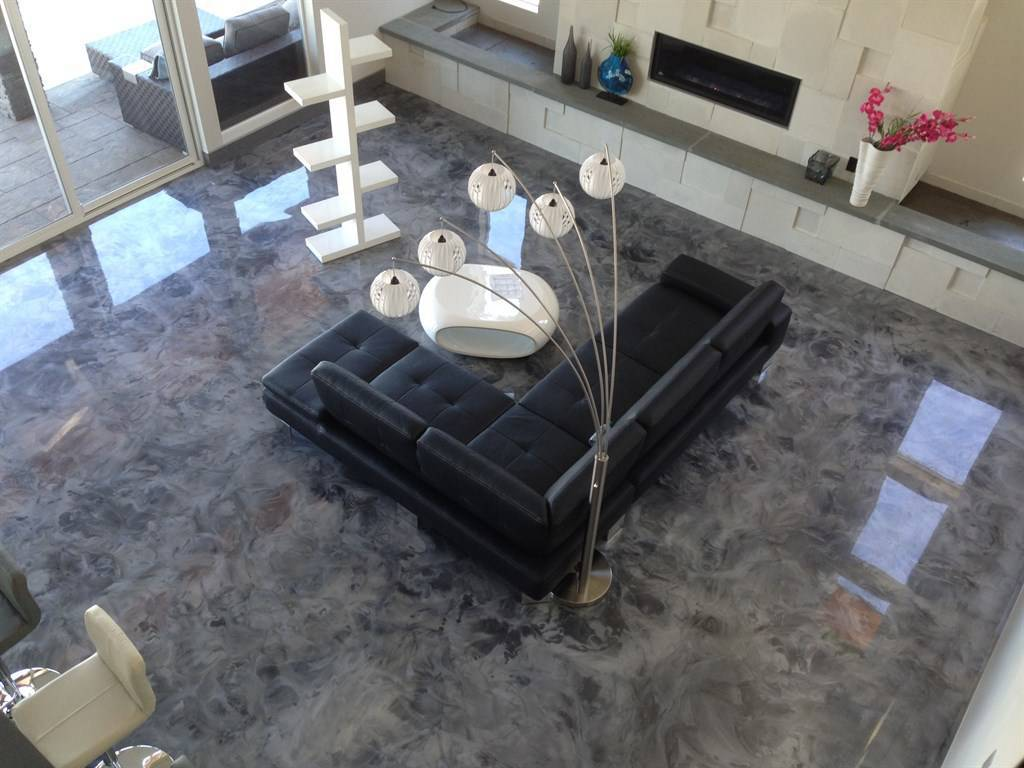
Casa com piso de porcelanato.

Porcelanato é um produto cerâmico declarado pela Norma ISO 13006/NBR13818 com especificação BIa significando material prensado com absorção de água menor ou igual a 0,5 %.
Uma massa de Porcelanato é composta basicamente por uma mistura de argilas, feldspatos, areias feldspáticas e, às vezes, caulinos, filitos e aditivos, quando necessários.
Sua composição química das matérias-primas (% em peso).
- 47% de SiO2
- 38 % de Al2O3
- Fe2O3
- 0,03 % de TiO2
- 0,10 % de CaO
- 0,22 % de MgO
- 0,81 % de Na2O
- 0,15 % de K2O
- E uma perda ao fogo/rubro de 13,0 %[2]

Atualmente, o porcelanato domina o mercado mundial de revestimentos cerâmicos. É extremamente difundido nos grandes países produtores mundiais como Itália, Espanha, China e Brasil. Pode ser subdividido em duas grandes categorias: porcelanato técnico e porcelanato esmaltado.
Devido a sua característica de absorção próxima a zero, é necessário utilizar em seu assentamento argamassas (colas) especiais, ao invés das tradicionais massas de assentamento utilizadas para cerâmicas, pedras e granitos. Também cabe ressaltar que devido a sua dureza é necessário utilizar discos de corte ou dispositivos de corte com borda cortante diamantada, ou platinada.